# Souto (San Cristóbal de Cea)
Souto (llamada oficialmente San Salvador de Souto) es una parroquia y un lugar del municipio español de San Cristóbal de Cea, en la provincia de Orense, Galicia.

## Historia
Hacia mediados del siglo XIX, la parroquia, ya por entonces perteneciente a Cea, tenía contabilizada una población de 301 habitantes. Aparece descrita en el decimocuarto volumen del Diccionario geográfico-estadístico-histórico de España y sus posesiones de Ultramar de Pascual Madoz con las siguientes palabras:

SOUTO (San Salvador): felig. en la prov. y dióc. de Orense (3 leg.), part. jud. de Señorin en Carballino (2), ayunt. de Ceé (1). sit. en terreno desigual, con libre ventilacion y clima sano. Tiene unas 60 casas en los l. de su nombre y en los de Faton, Peago, Sevilla, Vencenios y Zarza, y escuela de primeras letras frecuentada por indeterminado número de niños, y dotada con 300 rs. anuales. La igl. parr. (San Salvador) se halla servida por un cura de entrada y provision ordinaria. Confina con las felig. de Mandras, Pereda y Loredo. El terreno es de inferior calidad. prod.: centeno, maiz y patatas; se cria ganado vacuno y lanar. pobl.: 68 vec., 301 alm. contr. con su ayunt. (V.).
(Madoz, 1849, p. 525)

## Organización territorial
La parroquia está formada por cuatro entidades de población:
- Fatón
- Peago
- Souto
- Zarza

## Demografía

### Parroquia
| Gráfica de evolución demográfica de Souto (parroquia) entre 2000 y 2023 |
|                                                                         |
| Datos según el nomenclátor publicado por el INE.                        |

### Lugar
| Gráfica de evolución demográfica de Souto (lugar) entre 2000 y 2023 |
|                                                                     |
| Datos según el nomenclátor publicado por el INE.                    |